# Sarah Lavin
Sarah Kate Lavin (Lisnagry, 28 maggio 1994) è un'ostacolista e velocista irlandese.

## Record nazionali
Seniores
- 100 metri piani: 11"27 ( Bellinzona, 4 settembre 2023)
- 100 metri ostacoli: 12"62 ( Budapest, 23 agosto 2023)

## Palmarès
| Anno | Manifestazione    | Sede       | Evento   | Risultato  | Prestazione | Note                                     |
| ---- | ----------------- | ---------- | -------- | ---------- | ----------- | ---------------------------------------- |
| 2012 | Mondiali juniores | Barcellona | 100 m hs | Semifinale | dnf         |                                          |
| 2013 | Europei juniores  | Rieti      | 100 m hs | Argento    | 13"34       | Miglior prestazione nazionale under 20   |
| 2014 | Europei           | Zurigo     | 100 m hs | Batteria   | 13"35       |                                          |
| 2014 | Europei           | Zurigo     | 4x100 m  | Batteria   | 43"84       | Record nazionale                         |
| 2015 | World Relays      | Nassau     | 4×200 m  | 5ª         | 1'36"90     | [ 1 ]                                    |
| 2015 | Europei U23       | Tallinn    | 100 m hs | Batteria   | 13"87       |                                          |
| 2015 | Europei U23       | Tallinn    | 4x100 m  | Finale     | NF          |                                          |
| 2017 | Universiade       | Taipei     | 100 m hs | Semifinale | 13"64       |                                          |
| 2019 | Giochi Europei    | Minsk      | 100 m hs | 10ª        | 13"46       |                                          |
| 2019 | Universiade       | Napoli     | 100 m hs | 4ª         | 13"28       |                                          |
| 2021 | Europei indoor    | Toruń      | 60 m hs  | Semifinale | 8"07        | [ 2 ]                                    |
| 2021 | World Relays      | Chorzów    | 4x100 m  | Batteria   | 44"53       | Miglior prestazione personale stagionale |
| 2021 | Olimpiadi         | Tokyo      | 100 m hs | Batteria   | 13"16       |                                          |
| 2022 | Mondiali indoor   | Belgrado   | 60 m hs  | 7ª         | 8"09        | [ 3 ] [ 4 ]                              |
| 2022 | Mondiali          | Eugene     | 100 m hs | Semifinale | 12"87       | [ 5 ]                                    |
| 2022 | Europei           | Monaco     | 100 m hs | 5ª         | 12"86       | [ 6 ]                                    |
| 2023 | Europei indoor    | Istanbul   | 60 m hs  | 6ª         | 8"03        | [ 7 ]                                    |
| 2023 | Giochi Europei    | Chorzów    | 100 m hs | Bronzo     | 12"82       | [ 8 ]                                    |
| 2023 | Mondiali          | Budapest   | 100 m hs | Semifinale | 12"62       | [ 9 ]                                    |
| 2024 | Mondiali indoor   | Glasgow    | 60 m hs  | 5ª         | 7"91        | [ 10 ] [ 11 ]                            |
| 2024 | Europei           | Roma       | 100 m hs | 7ª         | 12"94       |                                          |
| 2024 | Giochi olimpici   | Parigi     | 100 m hs | Semifinale | 12"69       |                                          |
| 2025 | Europei indoor    | Apeldoorn  | 60 m hs  | 4ª         | 7"92        | Miglior prestazione personale stagionale |
| 2025 | Mondiali indoor   | Nanchino   | 60 m hs  | Semifinale | 8"14        |                                          |

## Campionati nazionali
- 6 volte campionessa nazionale irlandese indoor dei 60 m hs (2013, 2014, 2016, 2022, 2023, 2024)
- 8 volte campionessa nazionale irlandese dei 100 m hs (2013, 2014, 2017, 2018, 2019, 2021, 2022, 2023)
- 1 volta campionessa nazionale irlandese dei 100 m piani (2023)

## Altre competizioni internazionali
2011
- Bronzo al Festival olimpico della gioventù europea ( Trebisonda), 100 m piani - 13"62
- ritirate al Festival olimpico della gioventù europea ( Trebisonda), staffetta 4x100 m - ritirate

2023
- Oro ai Campionati europei a squadre, ( Chorzów), 100 m hs - 12"82